# Army of Me (canção de Christina Aguilera)
"Army of Me" é uma canção da cantora norte-americana Christina Aguilera, gravada para o seu sétimo álbum de estúdio Lotus. Foi escrita pela própria com o auxílio de Jamie Hartman, David Glass e Phil Bentley, sendo que a produção ficou a cargo de Tracklacers, Hartman. A sua gravação decorreu em 2012 nos estúdios Henson Recording, em Hollywood, e Radley Studios em Los Angeles, ambos localizados na Califórnia. Descrita pela própria Christina como a sequela do seu single de 2002, "Fighter", a intérprete decidiu gravar a música de modo a que os seus novos e jovens fãs tivessem algo para ouvir no caso de não estarem familiarizados com o seu trabalho anterior. Embora não tenha recebido qualquer tipo de lançamento em destaque, devido às vendas digitais após a edição do trabalho de originais, conseguiu entrar e alcançar a 103.ª posição na tabela musical da Coreia do Sul, South Korea Gaon International Chart, com 2,689 cópias vendidas no país. 
A canção deriva de origens estilísticas do eurodance e dance-pop, sendo que o seu arranjo musical consiste no uso de vocais, instrumento de cordas, guitarra acústica, sintetizadores, baixo, piano, teclado e bateria. Liricamente, segundo a própria cantora, o tema retrata a força interior que o ser humano consegue ter após uma situação amorosa complicada. As análises a "Army of Me" por parte dos profissionais não foram unânimes, sendo que alguns dos analistas elogiaram a forte entrega de Aguilera ao transmitir a mensagem da faixa e consideraram ser um potencial single, contudo, consideraram negativo o facto de ser demasiado semelhante a "Fighter". A sua divulgação consistiu na interpretação ao vivo na cerimónia anual American Music Awards a 18 de Novembro de 2012, parte do conjunto com "Lotus Intro" e "Let There Be Love", também incluídas no disco. 

## Antecedentes

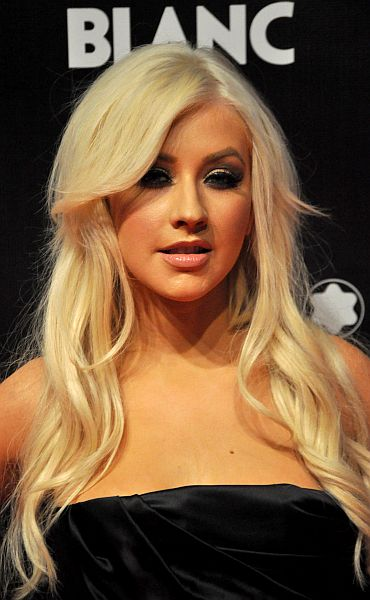
Christina Aguilera (foto) descreveu o tema como "Figher 2.0", concebido para que uma nova geração de fãs tenham uma música com que se identifiquem.

Após o lançamento do sexto álbum de estúdio de Christina, Bionic, em 2010, que falhou em obter um desempenho comercial positivo, sucedeu-se o divórcio do seu ex-marido Jordan Bratman, a sua estreia em cinema com o musical Burlesque e a gravação da banda sonora de acompanhamento. Posteriormente, a cantora tornou-se treinadora no concurso The Voice transmitido pela NBC, e foi convidada para colaborar com a banda Maroon 5 em "Moves like Jagger", que esteve durante quatro semanas na liderança da Billboard Hot 100 dos Estados Unidos. Após estes acontecimentos, Aguilera anunciou que queria gravar o seu sétimo disco de originais, afirmando que ambicionava por faixas "pessoais" e de excelente qualidade. Numa entrevista, a intérprete falou sobre o significado do trabalho e revelou o seguinte:
| “ | [O álbum] será um ponto culminante de tudo que já experimentei, até agora... Já passei por muita coisa desde o lançamento do meu último álbum, como estar no (The Voice), passar por um divórcio,... Isso tudo é uma espécie de renascimento livre para mim. Estou a abraçar muitas coisas diferentes, mas sinto-me bem com tudo, super-expressiva [e] super-vulnerável. | ” |

A cantora manifestou ainda que o disco seria sobre "auto-expressão e liberdade" por causa dos problemas pessoais que tinha superado durante o último par de anos. No programa The Tonight Show with Jay Leno em 2012, Christina falou sobre o seu novo material e confirmou que estava a demorar a gravar porque "não gostava de apenas obter as músicas a partir dos produtores". "Gosto que venham de um lugar pessoal... Estou muito animada, rematou, "É divertido, emocionante, introspectivo, e vai ser extraordinário".
Numa entrevista com Andrew Hampp para a revista norte-americana Billboard, a cantora explicou como o seu papel no programa The Voice lhe permitiu atingir um novo público, uma nova geração, que pode não estar familiarizada com o seu trabalho anterior, incluindo canções como "Fighter". Quando lhe foi perguntado se algumas das músicas em Lotus apresentavam semelhanças com o registo do seu álbum de 2002, Stripped, Christina respondeu que "Army of Me" era descrita na sua perspectiva como uma "Fighter 2.0":
| “ | Há uma canção chamada 'Army of Me' que é uma espécie de 'Fighter 2.0'. Existe uma nova geração de fãs de um público mais jovem que pode não me ter acompanhado desde sempre, mas sim desde do programa [The Voice] agora. Sinto que todas as gerações devem ser capazes de desfrutar e ter a sua faceta 'lutadora'. Desta vez, a maneira como foi concebida musicalmente, senti que era ideal para esta época e geração. Haverá sempre um lado lutador em mim, que irá ultrapassar os obstáculos e barreiras [impostas]. Todos estes [jovens de] seis anos de idade que me conhecem de carregar no botão e girar numa cadeira vermelha grande que não estiveram por perto para o real 'Fighter', esta é a minha oportunidade de recarregá-lo, rejuvenescê-lo e fazer algo moderno para eles. | ” |

## Estilo musical e letra
"Army of Me" é uma canção que deriva de origens estilísticas de eurodance e dance-pop, produzida pela dupla britânica Tracklacers e Jamie Hartman, com duração de três minutos e vinte seis segundos (3:26). A sua gravação esteve a cargo de Josh Mosser e decorreu em 2012 nos estúdios Henson Recording, em Hollywood, e Radley Studios em Los Angeles, ambos localizados na Califórnia. Aguilera ficou responsável pela produção vocal no The Red Lip's Room, em Beverly Hills, enquanto que Oscar Ramirez tratou da gravação dos mesmos. A sua sonoridade foi construída através de sintetizadores, teclado, bateria, guitarra acústica, instrumento de cordas, baixo e piano, com coordenação de Hartman, Justin Stanley, Steve Daly, Jon Keep, The Professor, Songa Lee, Rodney Wirtz, Alisha Bauer, Marisa Kuney e Tyler Chester, com assistência de Zivi Krieger.
A letra foi escrita por Christina, Hartman, David Glass, Phil Bentley. Liricamente, segundo a própria cantora, o tema retrata a força interior que o ser humano consegue ter após uma situação amorosa complicada. A artista apresenta-se como uma lutadora e diz ao seu ex-namorado que é mais forte do que ele, nomeadamente na passagem "Então, como é a sensação de saber que te ultrapassei? / Que te posso vencer?". Embora seja transmitida uma sensação de uma falta de consolo pelo final da relação, Aguilera transmite que não se sente derrotada através dos versos "Uma [parte] de mim é mais sábia / Uma de mim é mais forte / Uma de mim é uma lutadora / E há milhares de facetas minhas / E vamos elevar-nos por cada vez que me magoaste / Vais enfrentar um batalhão meu". Robert Copsey do portal Digital Spy destacou o excerto "Agora que sou sábia / Agora que sou forte / Agora que sou uma lutadora / Existem mil facetas em mim", acrescentando que é cantado através de uma "batida de tempo moderado triunfante".

## Recepção pela crítica

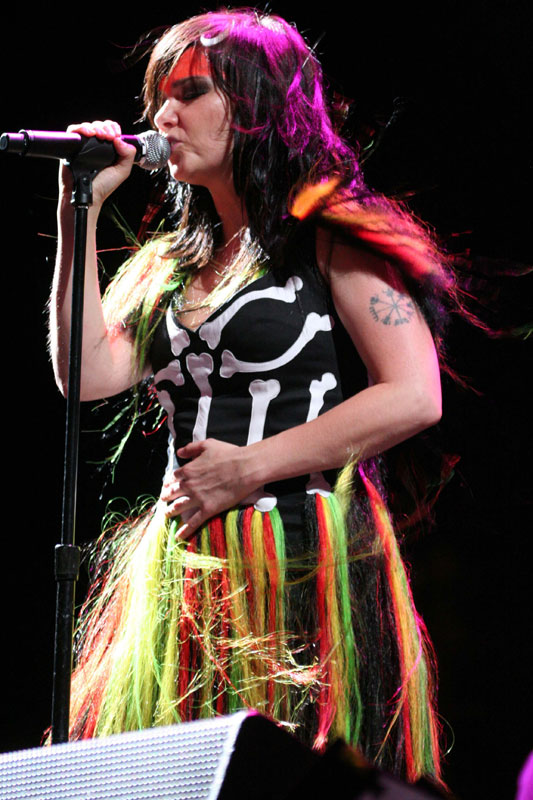
Os críticos notaram semelhanças com a canção com o mesmo nome pela cantora islandesa Björk (foto).

Após o lançamento do disco, as análises não foram unânimes por parte dos média especializados. Sarah Rodman do jornal The Boston Globe descreveu a canção como uma "dança de fúria em que Gloria Gaynor se cruza com [a banda] Depeche Mode", enquanto que Annie Zaleski do The A.V. Club elogiou a prestação da cantora, adjectivando-a de "diva techno brincalhona e atrevida". Andrew Hampp, editor da revista Billboard, e Chris Younie pelo canal 4Music, concordaram ambos que "Army of Me" poderia ter sido um potencial single. Younie acrescentou que a música "cativa e emociona desde o início", além de ter uma energia "eufórica" e ser o tipo de "raiva" pop que Kelly Clarkson "daria o seu braço direito" para ter. Mike Wass do sítio Idolator considerou que, apesar da obra ser de "qualidade", serviu apenas para "encher" o álbum. O analista afirmou ainda, que como escrita que foi, soa como se tivesse sido uma boa faixa para incluir no disco anterior de Christina, Bionic, mas Wass acha que a cantora "não estava a exagerar" quando se refere a ela como "Fighter 2.0". Em conclusão, o crítico avaliou os vocais da intérprete como "dispersos" e considerou no geral uma adição "peculiar" para Lotus. Lucas Villa da companhia Examiner notou igualmente parecenças com o registo anterior da artista de 2002, realçando que no refrão, "ela canta que existem muitos lados do seu [próprio] eu, que são "mais sábios", "fortes" e "lutadores"". Villa concluiu que é um "rasgo de um clássico para os fãs com uma letra reciclada".
Melinda Newman do HitFix classificou "Army of Me" como "desconexa", em que a jovem está "prestes a erguer-se contra aqueles que se meterem no seu caminho", terminando com referência ao facto de não ser algo inovador no panorama. Robert Copsey do Digital Spy descreveu a melodia como "nada que já não se tenha ouvido antes, mas há uma urgência que sugere que Christina necessita disto para tirar [algo] do seu sistema", e além de Matthew Horton do grupo Virgin Media concordar com Copsey, acrescentou que Aguilera soa como uma pessoa forte e declara guerra. Kitty Empire do britânico The Observer revelou na sua análise que encontrava diversas semelhanças com "Fighter", além de citar o tema de Björk com o mesmo nome como outra influência, devido ao seu "domínio emocional". Melissa Maerz da publicação norte-americana Entertainment Weekly observou a mensagem da obra como confusa e não entendeu exactamente em relação ao que a cantora estava a tentar erguer-se e lutar com, escrevendo o seguinte: "Ela grita 'E vamos elevar-nos... / Por cada vez que me magoaste / Bem, vais enfrentar um batalhão meu' que coloca a questão: "Erguer-se contra quem? Estará o mundo todo contra ela, ou esta é só uma desculpa para utilizar um par de calças camufladas sensuais?". Michael Gallucci do portal PopCrush foi mais crítico em relação à canção, considerando que soa como um trabalho de Cher que apresenta Aguilera a utilizar "excessivamente" as suas cordas vocais.

## Divulgação
Christina interpretou a canção pela primeira vez durante a 40.ª cerimónia anual dos American Music Awards a 18 de Novembro de 2012, transmitida a partir do Nokia Theatre em Los Angeles, California. A cantora, após ter sido uma das primeiras a ser anunciada, cantou "Army of Me" como parte do conjunto com outras duas faixas de Lotus: "Lotus Intro" e "Let There Be Love". Durante uma entrevista com a MTV News, Aguilera revelou como seria a actuação e a direcção criativa que tinha sido estabelecida para a mesma:
| “ | É muito emocionante. Será definitivamente um reflexo do que Lotus significa para mim. Se tirar [a ideia] da capa do álbum e lhe der um toque de desempenho, eu vou [conseguir] trazer vida à capa do álbum, por isso vai ser muito divertido. Não posso revelar muito sobre as músicas, mas definitivamente vai representar o álbum porque é muito multifacetado. Não representa "Your Body" como um único tom. Tem as suas baladas, e tudo o que vem de um sítio muito sincero, profundamente enraizado em que ou nos estamos a divertir ou nos sentimos vulneráveis. | ” |

Na performance, a artista tinha um espartilho justo desenhado por The Blonds, que também já trabalhou na indumentária de Lady Gaga. Leah Simpson do jornal britânico Daily Mail escreveu que Aguilera "coloca um toque sexy no patriotismo com uma roupa de estrela e conseguiu obter vantagem nalgumas corridas em direcção ao topo". O desempenho foi acompanhado com rotinas de dança e bailarinos com sacos de tortura na cabeça, com palavras escritas como 'Freak' e 'Queen'. Bruna Nessif do E! Online descreveu o espectáculo como "interessante" e notou que o tema "de celebrar como realmente somos" era semelhante ao conteúdo moral presente no álbum de Gaga, Born This Way. Após a conclusão do seu alinhamento, Christina subiu novamente ao palco para se juntar ao rapper Pitbull para a colaboração de ambos, "Feel This Moment".

## Desempenho nas tabelas musicais
Após o lançamento do disco, a faixa conseguiu entrar e alcançar a 103.ª posição na tabela musical da Coreia do Sul, South Korea Gaon International Chart, com vendas avaliadas em 2,689 cópias.

### Posições
| Tabela musical (2012)                    | Melhor posição |
| ---------------------------------------- | -------------- |
| Coreia do Sul - Gaon International Chart | 103            |

## Créditos
Todo o processo de elaboração da canção atribui os seguintes créditos pessoais:
- Christina Aguilera – vocalista principal, composição, produção vocal;
- Jamie Hartman - composição, co-produção, arranjo de instrumento de cordas, guitarra acústica, sintetizadores, piano;
- David Glass - composição;
- Phil Bentley - composição;
- Tracklacers - produção;
- Oscar Ramirez - gravação vocal;
- Justin Stanley - instrumento de cordas, baixo, piano;
- Zivi Krieger - assistência de instrumentos;
- Steve Daly - baixo, programação de teclado, sintetizadores, bateria
- Jon Keep - programação de teclado, sintetizadores, bateria;
- The Professor - piano, instrumento de cordas;
- Songa Lee, Rodney Wirtz, Alisha Bauer, Marisa Kuney - instrumento de cordas;
- Tyler Chester - baixo.